# Archeremella africana
Archeremella africana är en kvalsterart som beskrevs av Pérez-Íñigo 1982. Archeremella africana ingår i släktet Archeremella och familjen Eremellidae. Inga underarter finns listade i Catalogue of Life.